# Luke P. Poland

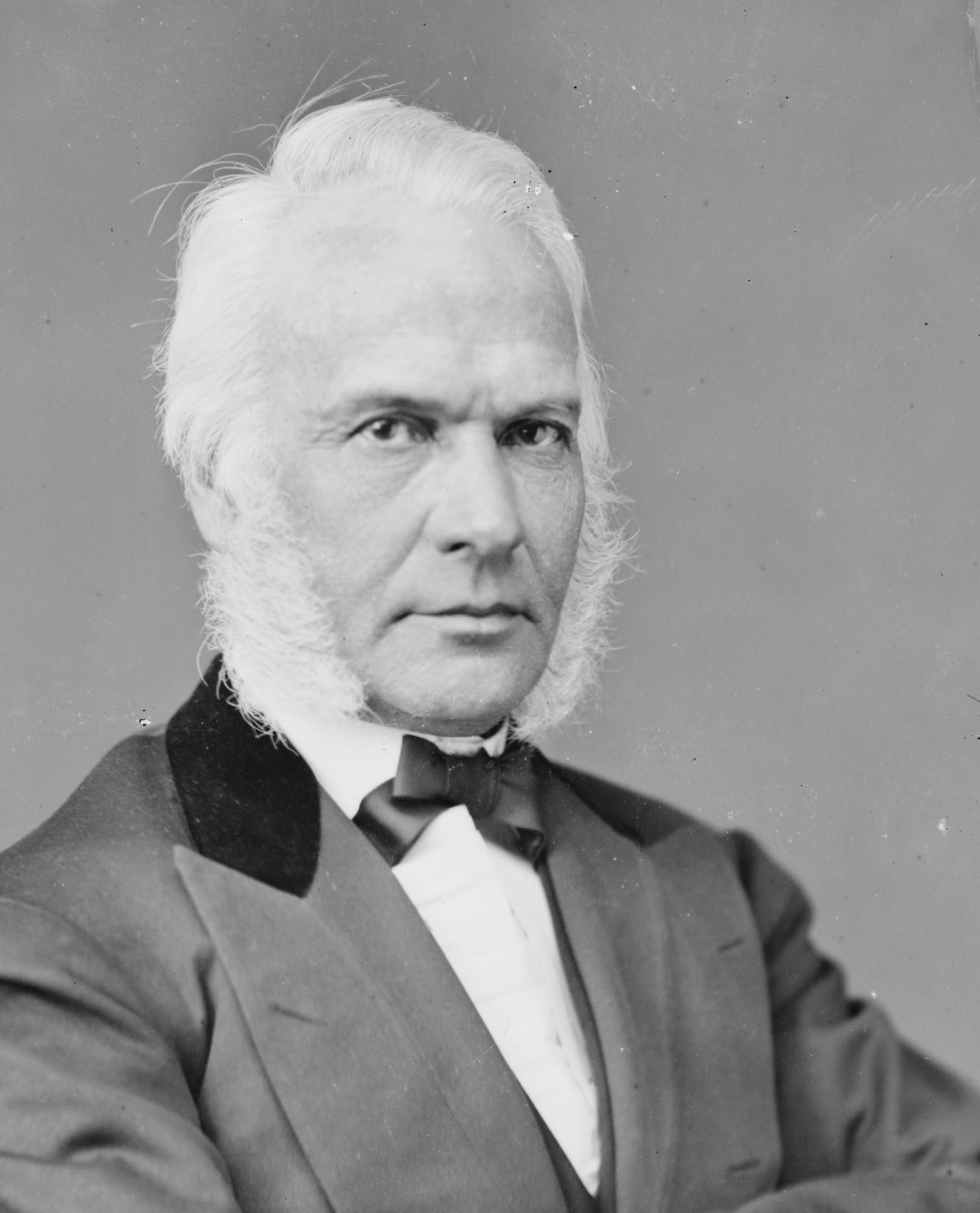
Luke P. Poland

Luke Potter Poland, född 1 november 1815 i Westford, Vermont, död 2 juli 1887 nära Waterville, Vermont, var en amerikansk republikansk politiker och jurist. Han representerade delstaten Vermont i båda kamrarna av USA:s kongress, först i senaten 1865–1867 och sedan i representanthuset 1867–1875 samt 1883–1885. Han var känd för lagen Poland Act av år 1874 som var riktad mot mormonernas kontroll över justitieväsendet i Utahterritoriet och vars huvudsyfte var att underlätta bestraffningen för polygami.
Poland studerade juridik och inledde 1836 sin karriär som advokat i Vermont. Han var åklagare i Lamoille County 1844–1845. Han tillträdde 1848 som domare i Vermonts högsta domstol. Han var domstolens chefsdomare 1860–1865.
Senator Jacob Collamer avled 1865 i ämbetet och efterträddes av Poland. Han efterträddes i sin tur 1867 av Justin S. Morrill. Poland tillträdde 1867 som ledamot av USA:s representanthus. Poland besegrades i kongressvalet 1874 av Dudley Chase Denison som kandiderade som obunden republikan. Poland var verksam som bankdirektör i St. Johnsbury. Han efterträdde sedan 1883 James Manning Tyler som kongressledamot. Han ställde inte upp för omval i kongressvalet 1884 och efterträddes 1885 i representanthuset av William W. Grout.
Poland avled 1887 och gravsattes på Mount Pleasant Cemetery i St. Johnsbury.